# フォレックス・ドットコム
フォレックス・ドットコム(FOREX.com)は、アメリカのオンラインFX（外国為替証拠金取引）取引サービス会社ゲインキャピタルホールディングスが提供するオンラインFX取引サービス。
日本では子会社であるゲインキャピタル・ジャパン株式会社（げいんきゃぴたるじゃぱん。英名：GAIN Capital Japan Co., Ltd.）がサービス提供を行っている。当項目では左記の会社もあわせて説明する。

## 概要
フォレックス・ドットコム(FOREX.com)は世界140カ国以上のFXトレーダーにオンラインFX取引サービスを提供している。
ゲインキャピタル・ジャパン株式会社の親会社はアメリカの企業「ゲインキャピタルホールディングス」（本社：米ニュージャージー州　英名：GAIN Capital Holdings, Inc.、以下、米国ゲイン社）である。
1999年ウォール街のインターバンク経験者によって「マーケットに近い取引環境を一般投資家に提供する」ことを目的として設立された米国ゲイン社は、現在世界の140か国以上のファンドマネージャー、商品取引顧問業者（CTA）やプロのトレーダー等にサービスを提供している外国為替証拠金取引業者である。
日本におけるサービスの開始は、米国ゲイン社が同社のシステムを利用していた日本のFX取引サービス会社「フォーチュン・キャピタル社」を2009年3月に買収した時から始まった。
2009年8月、「フォーチュン・キャピタル社」は会社名を「ゲインキャピタル・ジャパン」へと変更した。
2009年9月から日本で米国ゲイン社のFXサービス「フォレックス・ドットコム」（FOREX.com）を提供開始。Forexsignals
2010年2月、「ゲインキャピタル・ジャパン」は会社名を「フォレックス・ドットコムジャパン」に変更したが、2014年10月に再度「ゲインキャピタル・ジャパン」に戻した。
2020年8月、「ストーンエックスグループ」（StoneX Group Inc.）による「ゲインキャピタルホールデングス」（Gain Capital Holdings Inc.）の完全子会社化が完了した。
2021年（令和3年）3月8日、「ゲインキャピタル・ジャパン株式会社」は会社名を「ストーンエックスフィナンシャル株式会社」に変更した。
外国為替証拠金取引システム『フォレックストレーダー（FOREX Trader）』は約定力・安定したプライス・情報力を強みとしている。さらに「ワンクリック取引」のパイオニアとして知られている。また、フォレックストレーダー（FOREX Trader）は、米国「Profit & Loss」誌の読者選考で2009年「最高の取引システム賞」（Best Retail Platform）に選ばれるなど、毎年様々な賞を受賞している世界的に評価の高いフォレックス・ドットコムの主力FX取引システムである。
『FOREX Trader』とは別にエキスパートアドバイザー（EA）を利用した自動売買も可能な取引ツールMeta Trader 4（メタトレーダー4：MT4）も扱っている。

## 特徴
- プライスの提供 : フォレックス・ドットコムジャパンの第一引受先である米国ゲイン社のカバー先は欧米主要銀行12行（ドイツ銀行、ロイヤルバンク・オブ・スコットランド、UBS等）。これにより、為替相場の売買が活発な時でも安定した為替プライスを提供している。
- ワンクリック取引 : 表示されたレートでスピーディに取引が出来る “ワンクリック取引”を採用。値動きの激しい相場でも、取引金額を決めてクリックするだけで素早く注文が出せる。
- 情報力 : FOREX.com（フォレックス・ドットコム）では、取引に役立つ分析ツールやマーケットレポートを多く用意されている。また、毎日配信するメールマガジンや著名アナリストの分析レポートが利用可能である。
- マーケットデータ : 日々の為替レートやスワップポイント等のデータの他にダウ・ジョーンズニュースやロイターニュースを提供。
  - スワップポイント
  - ダウ・ジョーンズ　ニュース
  - ロイター　ニュース
- マーケットリサーチ : 取引に役立つさまざまなマーケットレポートを提供。
  - 日刊リサーチ（ピボットポイント、経済指標カレンダー、本日のつぶやき、山中康司の日刊テクニカル分析、FOREX.com売買戦略）
  - 週刊リサーチ（来週の予定と見通し）
  - 第三者機関リサーチ（FOREX Focus無料メールマガジン、Technical Analytics、Technical Indicator、ローソク足
  - 特別リサーチ（細田哲生の一目均衡表相場分析）
- マーケット分析ツール : 外国為替証拠金取引に必要なチャートやテクニカル分析に必要なツールをFOREX Trader（フォレックストレーダー）にて提供。

## 沿革
- 1999年 米国ゲインキャピタル社設立。
- 2000年5月 米国ゲイン社がオンラインFXサービスをリリース。
- 2000年7月 米国ゲイン社がブルームバーグにオンラインFXサービスを提供。
- 2001年8月 米国ゲイン社がネット上でFX取引システムをリリース。
- 2002年4月 フォーチュン・キャピタル（株）設立。
- 2002年4月 米国ゲイン社がモバイルのFXサービスの提供を開始。
- 2003年6月 米国ゲイン社がFXサービスを提供するFOREX.com（フォレックス・ドットコム）をリリース。
- 2003年7月 フォーチュン・キャピタル株式会社営業開始。
- 2003年8月 米国ゲイン社がロンドンキャピタルグループと提携開始。
- 2003年9月 米国ゲイン社が金に10億ドルの増資。
- 2004年5月 フォーチュン・キャピタルがフォーチュン・モバイルのサービスを提供開始。
- 2004年8月 米国ゲイン社がテクノロジー関連業界における急成長企業を表彰するデロイト トウシュ トーマツのテクノロジーFAST500を受賞。
- 2005年3月 米国ゲイン社がオンラインでFXを学べるサイトLearn To Trade Forexをリリース。
- 2005年10月 米国ゲイン社がInc.500の急成長を遂げている500社の企業に選ばれる。
- 2005年10月 米国ゲイン社がテクノロジー関連業界における急成長企業を表彰するデロイト トウシュ トーマツのテクノロジーFAST500にて10位以内に入賞。
- 2006年10月 米国ゲイン社がテクノロジー関連業界における急成長企業を表彰するデロイト トウシュ トーマツのテクノロジーFAST500を受賞。
- 2007年3月 米国ゲイン社がFOREX Traderをリリース。
- 2007年11月 フォーチュン・キャピタルがFXビギナー向けサイトFX119をリリース。
- 2008年9月 米国ゲイン社がMT4（メタトレーダー4）のサービスを提供開始。
- 2008年11月 米国ゲイン社が5年連続でテクノロジー関連業界における急成長企業を表彰するデロイト トウシュ トーマツのテクノロジーFAST50を受賞。
- 2009年 米国ゲイン社のFOREX Traderは、「Profit & Loss」誌の読者選考で2008年の「最高の取引システム賞」に選ばれる。
- 2009年2月 米国ゲイン社がCFDのサービスを開始。
- 2009年2月 米国ゲイン社がVisaとチャールス・シュワッブにて幹部を務めていたスザンD.ライオンズを役員に任命。
- 2009年3月 米国ゲイン社がフォーチュン・キャピタル社を買収。
- 2009年4月 フォーチュン・キャピタルがMT4（メタトレーダー4）のサービス提供を開始。
- 2009年5月 米国ゲイン社がFOREX.com（フォレックス・ドットコム）を英国にてリリース。
- 2009年6月 フォーチュン・キャピタルが事務所を移転。
- 2009年8月 ゲインキャピタル・ジャパンがFOREX.com（フォレックス・ドットコム）をリリース。
- 2009年8月 フォーチュン・キャピタルがゲインキャピタル・ジャパンへ社名変更。
- 2009年10月 ゲインキャピタル・ジャパンがFOREX.com MT4（メタトレーダー4）をリリース。
- 2009年11月 岡安盛男 チーフアナリスト兼シニア・マーケティング・マネージャー就任。
- 2009年12月 岡安盛男 チーフアナリストによるオンラインセミナーを開始。
- 2009年12月 ブラウザ型取引システム FOREX Trader Webをリリース。
- 2010年 米国ゲイン社のFOREX Traderは、「Profit & Loss」誌の読者選考で2009年の「最高の取引システム賞」に選ばれる。
- 2010年2月 ゲインキャピタル・ジャパンがフォレックス・ドットコムジャパンに社名変更。
- 2010年10月 3億5千万円へ資本金増資。
- 2010年4月 ゴルゴ13をイメージキャラクターに起用。
- 2010年4月 メタトレーダー用サーバーの変更に伴い日本時間設定にて稼働開始。
- 2010年6月 スプレッドを大幅に縮小。米ドル円 標準スプレッド 0.9銭等。
- 2010年6月 （株）アリーナ・エフエックスから外国為替証拠金取引事業を譲受。
- 2010年7月 ラジオNIKKEI「藤崎奈々子のALL外為ナビ」のレギュラーコメンテーターに岡安盛男チーフアナリストが就任。
- 2010年7月 レバレッジ最大50倍へと変更。
- 2014年10月 フォレックス・ドットコムジャパンがゲインキャピタル・ジャパンに社名変更。
- 2021年（令和3年） 3月8日、「ゲインキャピタル・ジャパン株式会社」は会社名を「ストーンエックスフィナンシャル株式会社」へ変更。